# 岡田悦哉
岡田 悦哉（おかだ えつや、1930年1月1日 - 2018年8月11日）は、岡山県和気郡和気町出身の元社会人野球選手（捕手、内野手）・コーチ・監督。
中日ドラゴンズ二軍監督兼寮長時代の登録名は「岡田 英津也」。

## 来歴・人物
関西高3年次の1949年に春の選抜へ出場し、1回戦で高松第一に敗退。高校卒業後は1950年に明治大学へ進学し、3年次の1952年には同郷の後輩である秋山登・土井淳が入学。上京して右も左も分からず、2人で喋るしかなかった秋山・土井が岡山弁で話していたところ、周囲には喧嘩していると思われたため、岡田は「岡山弁で話すな」と注意した。土井には「お前、本当の中華料理、食ったことないだろう」と銀座の高級店に連れて行ったこともあったが、小遣いが殆ど無かった岡田は中華まんしか注文しなかった。土井は後に「おかげで、私は中華料理といったら、中華まんしか知りませんでした。でも、小遣いもほとんどなかったでしょうにね」と振り返っている。
大学卒業後の1953年に丸善石油へ入社。当初は軟式であったが、国際石油産業の発達を受け、日本石油に追いつけと1955年に硬式に転換される。矢形勝洋や西五十六・三雄兄弟とバッテリーを組み、都市対抗には4年連続出場（1957年 - 1960年）を果たす。選手兼任監督として1959年にはチームと四国勢を初優勝に導き、帰路では大阪本社に立ち寄って歓迎を受け、地元・松山市内では黒獅子旗を先頭にパレードした。市主催の歓迎祝賀会にも臨み、黒田政一市長から拍手を受けた。1961年には九州大会・伊勢大会優勝と産業対抗準優勝に導くが、1962年11月に母体の経営立て直しのため公式戦出場の辞退を発表し休部したため、同年退社。在任中は西（三）のほか、種茂雅之・岩上江笠・高畠康真を送り出した。同郷の後輩である高畠は岡山南高校の監督と岡田が関西高の先輩と後輩という関係から、その伝を辿って訪問が実現。海岸沿いの石油基地のど真ん中にあったグラウンドで、高畠は抜群の打棒を発揮して入社するが、1年目に会社の方針で休部。選手の再就職先を考えていた岡田は、色々と世話になっていた中央大学・宮井勝成監督に相談し、通常とは逆のコースでの高畠の大学進学が決まった。
1963年からは創設1年目の丸井初代監督に就任し、公式戦第1戦の明治生命戦を難なく勝利。その後も日本鋼管・三協精機・ヤシカなどの強豪を相手にして、都市対抗一次予選までに18勝15敗4分の成績を残した。迎えた一次予選では初日第1試合で明電舎と対戦するも、戦前からの古豪を前に敗退。2年目の1964年は幸先よく関東選抜大会に優勝した後、日石・いすゞ自動車などの強豪を相手に勝利。都市対抗一次予選までに21勝18敗3分を挙げ、一次予選では2回戦に進出。熊谷組と対戦したが、延長12回引き分け。翌日の再試合で敗れ、敗者復活戦でも東京ガスに敗退。その後の産業対抗では立正佼成会戦で8回2死まで小川健太郎にパーフェクトで抑えられ、ようやく代打が安打を放つも太刀打ちできなかった。チームは同年に会社側の「社業拡大のため」という理由で廃部し、社会人球界では「2年で消えたチーム」として有名になったが、関西高の後輩である大杉勝男、佐藤玖光をプロに送り出した。大杉は廃部後に岡田の勧めで東映の入団テストを受け、見事にプロ入りしている。後に日本文理で監督を務めた大井道夫も2年目から在籍していたが、大井は廃部をきっかけに現役引退を決意している。
丸井廃部後は銚子商業高コーチ（1965年）、大東文化大学初代監督（1966年 - 1967年）を歴任。銚子商では斉藤一之監督の下、1965年の夏の甲子園準優勝と岐阜国体優勝に貢献し、木樽正明・阿天坊俊明を送り出した。大東文化大では首都大学リーグで1年目秋季から一部に昇格させ、鈴木照雄・島津佳一を送り出した。明大の先輩である安藤邦夫が監督を務める姫路南高校の黒田正宏を誘ったが、断られている。
その傍らで母校の明大コーチも務め、島岡吉郎監督の懐刀と言われるようになる。同郷の後輩で1年生の星野仙一を、島岡に「この男はなかなか根性もあるし、いいボールを投げます」と推薦している。岡田は島岡よりも先に星野に目をかけ、1年生の春のシーズン前に本球場の隣にあるサブグラウンドで球拾いをやっていた星野を翌日の打撃投手に推薦。岡田はグラウンドに散らばっている大勢の選手はもとより、遠く離れたサブグラウンドで黙々と球拾いをしていた星野らの様子まで観察し、「星野はいつも一生懸命にやっているから」と島岡に進言してくれた。星野は後に著書に「岡田さんのこの推薦がなかったなら、明大レギュラーへ、そして中日への道は開かれなかったのではないか。そう思うと、胸がいっぱいになる」と記しており、岡田の「近くのものは誰にでも見える、遠くのものこそよく見なければいけない」という教えは、後に星野の監督時代の知恵となる。
大東文化大監督退任後は根本陸夫監督の招聘でプロ球界に進出し、広島で二軍バッテリーコーチ（1968年 - 1969年, 1971年, 1973年 - 1974年）・二軍監督（1970年）・一軍バッテリーコーチ（1972年）を歴任。根本は若手の育成を最重点に据えたチーム作りを打ち出し、その教育係として岡田を招聘。広島時代にはキャンプ練習計画を任されると、2時間ぶっ通しのキャッチボールを組み、根本を驚嘆させたほか、二軍監督としては2年ぶりのウエスタン・リーグ優勝に導く。後輩の土井が広島遠征の際には食事をご馳走していたが、決まって、翌日は大洋が負けていた。
広島退団後はクラウン→西武二軍監督（1978年 - 1984年）→中国地区担当スカウト（1985年 - 1986年）、中日二軍監督兼寮長（1987年 - 1989年）→関東地区担当スカウト（1990年 - 2001年）、アスピア学園・関西野球専門学校講師（2002年）、阪神関東地区担当スカウト非常勤顧問（2003年 - 2009年）を務めた。
西武時代は二軍監督として3度のイースタン・リーグ優勝（1981年, 1983年 - 1984年）に導き、1979年には二軍の単独チームとして日本球界では初の海外キャンプをグアムで行った。到着した2月21日は深夜のグアム国際空港ロビーで大勢の関係者やファンの出迎えを受け、花束贈呈やミス・グアムからの歓迎のキッスを受けた。初日こそ全員でグアム島の観光を行ったが、2日目からはホテルからバスで約15分程の場所にあるパセオ球場を拠点に練習を開始。毎日午前10時のランニングで練習が始まり、その後の基礎練習を終えると投手陣は投げ込みと守備練習、野手陣は守備の特訓と打撃の特打を行った。午後2時半までグラウンドで汗を流し、練習時間は短いが、3月19日のキャンプ打ち上げまでの約1ヶ月間は休日無しのぶっ通しで鍛えた。地元のケーブルテレビ局らも、連日取材にやって来た。帰国後は4月19日のイースタン・リーグトーナメント記念大会・ヤクルト戦（後楽園）で球団初の優勝に導き、投げては池田弘がヤクルト打線を3点に抑え、打っては加倉一馬の3ラン本塁打はじめ長短12安打で9点を取った。岡田は選手達から胴上げをされ、喜びを隠しきれなかった。1981年には新人の小野和幸に年間70試合の3分の1近くである33試合も登板するチャンスを与え、イースタン年間最多記録の15勝を挙げさせ、小野は「和製バレンズエラ」と注目された。1984年に入団した渡辺久信はいつも悪いことをやっていたため、岡田からいつも怒られていた。スカウト時代は根本の「腹心中の腹心」として黄金時代を築く人材を集め、巨人に競り勝って松沼博久・雅之兄弟や工藤公康の獲得に成功。
中日時代は明大の後輩で監督の星野が根本の下を訪れ、深々と頭を下げたことで就任が決まり、二軍監督としてはウエスタン・リーグ2連覇（1987年 - 1988年）に導く。スカウトとしてはトレード・スカウティング等の編成強化に大きく貢献し、明大の後輩・川上憲伸を獲得した。
中日退団後は、選手を見る眼力に全幅の信頼を寄せていた星野が、その手腕を若手幹部に伝えるべく阪神に招聘し、再び師弟コンビを組むと、鳥谷敬の自由枠での獲得に尽力した。
2018年8月11日、肺炎のため東京都三鷹市の病院で死去。88歳没。
2019年1月16日には都内のホテルで偲ぶ会が行われ、プロ、アマ両球界から約180人が出席。明大野球部OB会長である土井のほか、善波達也・宮井・森繁和・辻発彦・福良淳一・工藤・矢野燿大・金本知憲・和田一浩が発起人となった。中日スカウト時代に東北福祉大学の強化にも力を入れたため、同大学出身の花咲徳栄監督・岩井隆、八戸学院光星監督・仲井宗基、明秀学園日立監督・金沢成奉らに斎藤隆の姿もあった。

## 詳細情報

### 背番号
- 66 （1968年 - 1974年、1978年）
- 63 （1979年 - 1981年）
- 85 （1982年 - 1984年）
- 70 （1987年 - 1989年）

### 登録名
- 岡田 悦哉（おかだ えつや、1968年 - 1974年、1978年 - 1984年[25]）
- 岡田 英津也（おかだ えつや、1987年 - 1989年[25]）